# Дорсет
Дорсет (на английски: Dorset, произнася се /ˈdɔrsɨt/) е административно и церемониално (с различен размер) графство в регион Югозападна Англия, разположено по крайбрежието на протока Ла Манш. В състава ѝ влизат 8 общини на обща площ от 2653 квадратни километра. Сред тях общините Борнмът и Пул имат статут на унитарни (самоуправляващи се) единици в състава на графството. Населението на областта е 776 780 души (2020). Административен център е град Дорчестър.
Дорсет е известен със своя „Юрски бряг“ („Jurassic Coast“), който е част от световното наследство под егидата на ЮНЕСКО. По протежението му се намират релефни образувания като залива Лълуорт, Портландския остров, плажа Чезъл и портата Дърдъл. Притегателни туристически дестинации са ваканционните курорти на Борнмът, Пул, Крайстчърч, Уеймът, Суонидж и Лайм Реджис (на англ. Lyme Regis). Дорсет също е и основното място, където се развива действието в романите на Томас Харди, който е роден в близост до Дорчестър. Графството има дълга и богата история, както и интересни археологически забележителности като хълмовите укрепления на замъка Мейдън (на англ. Maiden Castle) и хълма Ход. Мотото на Дорсет е Who's Afear'd.

## География
Дорсет е разположен по южното крайбрежие на Великобритания, към протока Ла Манш, отделящ острова от континентална Европа. С площ от 2653 квадратни километра, графството е 20-о по големина (от 46) в Англия. Разстоянието между крайните точки на областта е 80 км (50 мили) от запад на изток и 64 км (40 мили) от север на юг. В западна посока, Дорсет граничи с графство Девън, на северозапад със Съмърсет, на североизток с Уилтшър и на изток с графство Хампшър. Около половината от населението на Дорсет е съсредоточено в югоизточната част на областта в образуваната урбанизирана територия при двата най-големи града на графството, наричана агломерация Борнмът – Пул. Останалата част има предимно провинциален характер с ниска гъстота на населението.

## Административно деление
| Област / графство                                         | Община            | Община | Главен град     | Други селища                                                            |
| --------------------------------------------------------- | ----------------- | ------ | --------------- | ----------------------------------------------------------------------- |
| Съседни графства (A-D): Девън, Съмърсет, Уилтшър, Хампшър | Уеймът и Портланд |        | Уеймът          | Форчънсуел, Ийстън, Уайк Риджис                                         |
| Съседни графства (A-D): Девън, Съмърсет, Уилтшър, Хампшър | Западен Дорсет    |        | Дорчестър       | Бийминстър, Бридпорт, Чикъръл, Лайм Риджис, Шърборн                     |
| Съседни графства (A-D): Девън, Съмърсет, Уилтшър, Хампшър | Северен Дорсет    |        | Бландфорд Форъм | Джилингам, Шафтсбъри, Столбридж, Стърминстър Нютън                      |
| Съседни графства (A-D): Девън, Съмърсет, Уилтшър, Хампшър | Пърбек            |        | Уеърхам         | Суонидж, Уул                                                            |
| Съседни графства (A-D): Девън, Съмърсет, Уилтшър, Хампшър | Източен Дорсет    |        | Уимборн Минстър | Алдърхолт, Коулхил, Корф Мълън, Фърндаун, Сейнт Айвс, Въруд, Уест Мурс, |
| Съседни графства (A-D): Девън, Съмърсет, Уилтшър, Хампшър | Крайстчърч        |        | Крайстчърч      |                                                                         |
| Съседни графства (A-D): Девън, Съмърсет, Уилтшър, Хампшър | Борнмът           |        | Борнмът         |                                                                         |
| Съседни графства (A-D): Девън, Съмърсет, Уилтшър, Хампшър | Пул               |        | Пул             |                                                                         |

## Демография
Изменение на населението на графството (заедно с автономните общини Борнмът и Пул) за период от две десетилетия 1991-2010 година:
| година    | 1991    | 2001    | 2010    |
| --------- | ------- | ------- | ------- |
| население | 645 424 | 692 712 | 715 042 |

Разпределение на населението по общини към 2010 година:
| Община            | Площ km2 | Население | Гъстота (жители/km2) |
| ----------------- | -------- | --------- | -------------------- |
| Уеймът и Портланд | 41.80    | 63 532    | 1520                 |
| Западен Дорсет    | 1081.5   | 96 712    | 89                   |
| Северен Дорсет    | 609.20   | 64 225    | 105                  |
| Пърбек            | 404.40   | 45 190    | 112                  |
| Източен Дорсет    | 354.40   | 87 828    | 248                  |
| Крайстчърч        | 50.40    | 47 302    | 939                  |
| Борнмът           | 46.18    | 168 118   | 3640                 |
| Пул               | 64.88    | 142 135   | 2191                 |
| общо              | 2653     | 715 042   | 270                  |